# Thailändischer Mondkalender
Der traditionelle thailändische Mondkalender (Thai: ปฏิทินจันทรคติ – Patithin Chantharakhati, von Patithin (ปฏิทิน) für „Kalender“ und Chanthra (จันทรา) für „Mond“, in etwa also „an den Mond angelehnter Kalender“) ist ein Lunisolarkalender, der in Siam (Vorläufer des heutigen Thailands) bis 1888 der offizielle Kalender war. Die buddhistischen Feiertage in Thailand, Laos und Kambodscha werden allerdings noch heute anhand dieses „Mondkalenders“ bestimmt.

## Aufbau des Kalenders

### Die Monate
Der Monatsanfang fällt immer auf den Neumond. Die Monate haben eine Länge von abwechselnd 29 und 30 Tagen, lediglich der siebte Monat hat durch einen Schalttag eine variable Länge. Etwa alle drei Jahre wird der achte Monat als Schaltmonat verdoppelt, um den Mondkalender wieder mit dem Sonnenjahr zu synchronisieren.
Jeder Monat wird in zwei Teile geteilt, der zunehmende Mond (ขึ้น = khuen) bis zum Vollmond dauert immer 15 Tage, der abnehmende Mond (แรม = raem) die restlichen 14 oder 15 Tage bis Neumond. Der 8., 15., 23. und letzte Tag des Monats heißen Wan Phra und sind heilige Tage für die Buddhisten. Der 15. Tag (Vollmond) heißt Wan Phen, der letzte Tag (Neumond) Wan Dap. Alle anderen Tage sind einfach nur nummeriert (siehe auch Wochentage in Thailand).
Die Monate werden durch einfaches Nummerieren benannt, wobei der erste Monat Ende November bis Anfang Dezember beginnt. Die nördlichen Thai-Königreiche benutzten leicht andere Nummerierungen – ein Monat n in Lan Na war der Monat n-2 in Sukhothai, und n-1 im Shan-Königreich von Keng Tung.

### Das Jahr
Von den durch Schaltmonat und Schalttag vier möglichen Jahreslängen kommen nur drei tatsächlich vor. Ein Jahr mit Schaltmonat und Schalttag gibt es nicht. Im Einzelnen:
- Pokkatimat (ปกติมาส), das normale Jahr mit 354 Tagen
- Athikamat (อธิกมาส, Sanskrit adhikamasa), das Jahr mit einem Schaltmonat, 384 Tage
- Athikawan (อธิกวาร, Sanskrit adhikavara), das Jahr mit einem Schalttag, 355 Tage

Die Regeln zur Berechnung der jeweiligen Jahreslänge stammen vom hinduistischen Lunisolarkalender. Die Jahre mit Schaltmonat folgen grob dem Meton-Zyklus, der aber nicht die zugrundeliegende Regel darstellt.
Das Neujahrsfest Songkran hat im Mondkalender kein festes Datum, sondern fand ursprünglich zur Frühlingstagundnachtgleiche statt, ist dann aber wegen der Vernachlässigung der Präzession auf den 13. bis 15. April festgelegt worden. Da der Jahreswechsel früher nicht an einem festen Termin stattfand, konnte es vorkommen, dass in Athikamat manche Tage im Jahr doppelt, in anderen Jahren manche Tage jedoch gar nicht vorkamen. Der 1. Monat des Thailändischen Kalenders ist also nicht mit dem Beginn eines neuen Jahres gleichzusetzen.

## Nach dem Mondkalender berechnete Feiertage
- Magha Puja ist am Vollmondtag des dritten Monats (Februar/März)
- Visakha Puja ist am Vollmondtag des sechsten Monats (Mai/Juni)
- Asalha Puja ist am Vollmondtag des achten Monats (Juli/August), Wan Khao Phansa am Tag darauf (erster Tag des abnehmenden Mondes des achten Monats)
- Sat Thai ist am Neumondtag des zehnten Monats (September/Oktober)
- Wan Ok Phansa ist am Vollmondtag des elften Monats (Oktober), die Kathin-Zeremonie am Tag darauf (erster Tag des abnehmenden Mondes des elften Monats)
- Loi Krathong ist am Vollmondtag des zwölften Monats (November)

## Vergleich mit anderen Ländern
In den benachbarten Königreichen Laos, Kambodscha und Birma wurden sehr ähnliche Kalender verwendet. So ist der wesentliche Unterschied zwischen dem kambodschanischen und dem thailändischen Mondkalender nur die Benennung der Monate – im Kambodscha haben sie Namen, während sie in Siam nur nummeriert wurden. Der traditionelle birmanische Kalender unterscheidet sich etwas mehr – in diesem gibt es die Jahreslängen von 354, 384 und 385 Tagen, und somit gilt eine andere Schaltregel.